# Dorota Kania
Dorota Kania (ur. 1964 w Warszawie) – polska publicystka i dziennikarka.

## Życiorys
Pochodzi z południowej Małopolski, wychowywała się na Podhalu. Jej ojciec był długoletnim pracownikiem w Zakładach Mechanicznych w Tarnowie, matka zmarła, gdy Dorota Kania miała trzy lata. Ukończyła filozofię na Wydziale Filozofii Akademii Teologii Katolickiej. Ma trzy córki.

### Kariera dziennikarska
Publikowała w dziennikach „Super Express”, „Życie Warszawy” i „Życie” oraz pracowała w rozgłośni Radio Plus i Telewizji Polskiej.
Została dziennikarką tygodnika „Gazeta Polska”, miesięcznika „Nowe Państwo – Niezależna Gazeta Polska” (wcześniej „Nowe Państwo”), dziennika „Gazeta Polska Codziennie”, w którym objęła kierownictwo działu Polska. Została zastępcą redaktora naczelnego portalu Niezalezna.pl.
W publikacjach z zakresu dziennikarstwa śledczego podjęła m.in. tematykę lustracji osób pełniących funkcje publiczne oraz przeszłości osób sprawujących funkcje państwowe i występujących publicznie (w tym premiera PRL Józefa Cyrankiewicza, historyka Jerzego Roberta Nowaka, dziennikarza Jerzego Baczyńskiego, pierwszej damy RP Anny Komorowskiej, posłanki Anny Grodzkiej).
8 maja 2017 została redaktor naczelną Telewizji Republika, zastępując na tym stanowisku Tomasza Terlikowskiego. 1 kwietnia 2021 ogłoszono objęcie przez Dorotę Kanię stanowiska członka zarządu (w miejsce Pawła Fąfary) i prezesa grupy wydawniczej Polska Press, przy czym postanowieniem z dnia 30 kwietnia 2021 Sąd Rejonowy w Warszawie odmówił dokonania wpisu do KRS, czyniąc objęcie stanowiska członka zarządu nieskutecznym. Również w kwietniu tego samego roku przestała kierować Telewizją Republika. Jej następcą na tym stanowisku został Tomasz Sakiewicz. Stanowisko redaktora naczelnego Polska Press sprawowała do lutego 2024.

### Działalność wydawnicza
W maju 2013 nakładem Wydawnictwa M ukazała się książka Doroty Kani pt. Cień tajnych służb (podtytuł: Polityczne zabójstwa. Niewyjaśnione samobójstwa. Niepublikowane dokumenty. Nieznane archiwa) dotycząca kulisów zbrodni i niewyjaśnionych samobójstw ostatnich 20 lat.
17 grudnia 2013 nakładem wydawnictwa Fronda ukazała się książka pt. Resortowe dzieci. Media, której autorami są wspólnie Dorota Kania, Jerzy Targalski i Maciej Marosz. Rozmowa z Dorotą Kanią została zawarta w książce autorstwa Tomasza Terlikowskiego pt. Pojedynki z 2014. 6 maja 2015 miała premierę druga publikacja z serii Resortowe dzieci, zatytułowana Resortowe dzieci. Służby. We wrześniu 2015 nakładem Wydawnictwa M ukazała się książka Doroty Kani pt. Gry tajnych służb. 9 listopada 2016 premierę miała kolejna pozycja z cyklu autorstwa D. Kani, J. Targalskiego i M. Marosza, pt. Resortowe dzieci. Politycy. 3 czerwca 2019 miała premierę książka Resortowe dzieci. Biznes, czwarty tom z cyklu.
Wraz ze współautorami książki Resortowe dzieci. Służby otrzymała ex aequo Główną Nagrodę Wolności Słowa za rok 2015, przyznaną przez Stowarzyszenie Dziennikarzy Polskich.

### Postępowania prawne
W związku z publikacją Doroty Kani w Super Expressie dotyczącą Marka Siwca i skierowaniem przez niego sprawy do sądu, dziennikarka i redaktor Bertold Kittel zostali skazani za naruszenie dóbr osobistych i zapłatę odszkodowania. W 2011 Europejski Trybunał Praw Człowieka w Strasburgu orzekł, że wyrok polskiego sądu nie naruszył wolności słowa. Od stycznia 2007 pracowała w tygodniku Wprost (dział Polska Wydarzenia), po czym w lutym 2008 została zawieszona, a w marcu 2008 zwolniona z redakcji. Miało to związek z wypowiedziami przedsiębiorcy Marka Dochnala w audycji Teraz my! na temat rzekomej pożyczki zaciągniętej u jego rodziny przez Kanię. W odpowiedzi dziennikarka zaprzeczyła tym informacjom i złożyła w sądzie pozew przeciwko Dochnalowi. W tej sprawie oświadczenie wydała Rada Etyki Mediów, zalecając powstrzymanie się od ferowania wyroków medialnych. W kwietniu 2009 proces został zawieszony. Żona Marka Dochnala, Aleksandra, wytoczyła dziennikarce sprawę cywilną i złożyła prywatny akt oskarżenia, zakończoną w 2010 nieprawomocnym wyrokiem skazującym. Proces karny wszczęty w 2009, został umorzony w październiku 2013 przez Sąd Rejonowy dla Warszawy-Śródmieście (sprawa dotyczyła programu „30 minut extra” w TVP INFO, wyemitowanego 1 marca 2008, w którym Dorota Kania powiedziała m.in. o spotkaniach Aleksandry Dochnal z rosyjskim a wcześniej sowieckim szpiegiem Władimirem Ałganowem oraz o przekazywaniu pieniędzy osobom skazanym na wieloletnie więzienie). W lutym 2016 wyrokiem Sądu Rejonowego Warszawa–Praga Południe została uznana winną płatnej protekcji i skazana na dwa lata pozbawienia wolności w zawieszeniu za wyłudzenie 270 tys. zł od rodziny Marka Dochnala. Na początku czerwca 2016 prawomocnym wyrokiem Sądu Apelacyjnego została uniewinniona od zarzutu płatnej protekcji w tej sprawie.
W publikacji z 2008 na łamach tygodnika Gazeta Polska, wraz z Maciejem Maroszem, opierając się na dokumentach IPN, poinformowała, że ówczesny prezes Federacji Rodzin Katyńskich, Andrzej Sariusz-Skąpski, w okresie PRL współpracował z SB zarejestrowany jako tajny współpracownik o pseudonimie „Igor”, za co wytoczył on im proces cywilny. Po jego śmierci w katastrofie polskiego samolotu Tu-154M w Smoleńsku 10 kwietnia 2010 proces przeciwko dziennikarzom jako powódki kontynuowały córki Sariusza-Skąpskiego, w tym Izabella Sariusz-Skąpska; w 2012 Sąd Okręgowy w Warszawie w prawomocnym wyroku odrzucił pozew stwierdzając, że dziennikarze dochowali należytej staranności podczas zbierania materiałów.
W 2011 prawomocnym wyrokiem sądu Dorota Kania została skazana na karę grzywny za zniesławienie pułkownika SB, Ryszarda Bieszyńskiego, w związku z treścią artykułu pt. Matka chrzestna, opublikowanego w tygodniku „Wprost” z 2007. W tej sprawie Wiktor Świetlik w imieniu Centrum Monitoringu Wolności Prasy Stowarzyszenia Dziennikarzy Polskich wystąpił do Rzecznika Praw Obywatelskich o kasację wyroku w sprawie karnej przeciwko redaktor Dorocie Kani. Po odmowie kasacji wyroku przez Sąd Najwyższy Kania złożyła skargę do Europejskiego Trybunału Praw Człowieka. 19 lipca 2016 Trybunał rozstrzygnął skargę na niekorzyść Doroty Kani.
15 lutego 2012 została ponownie skazana z art. 212 K.K. na karę grzywny i nawiązki za zniesławienie prof. Andrzeja Ceynowy w artykule Agenci w gronostajach, opublikowanym w tygodniku „Wprost” z 2007 (wraz z nią skazany został ówczesny redaktor naczelny Stanisław Janecki). Tego samego dnia Kania wygrała inny proces w sprawie publikacji materiałów Instytutu Pamięci Narodowej. W związku z artykułem Doroty Kani pt. Śpioch opublikowanym w tygodniku „Wprost” w 2007 Janusz Kaczmarek złożył pozwy cywilne, po których pozwana dziennikarka dwukrotnie wygrywała procesy (w tym w lipcu 2012, gdy sąd nie dopatrzył się winy Doroty Kani) oraz złożył zawiadomienie o popełnieniu przestępstwa pomówienia, po którym Sąd Okręgowy w Warszawie prawomocnie umorzył postępowanie, uchylając wyrok pierwszej instancji.
W połowie 2012 Dorota Kania miała otwartych osiem procesów sądowych niezakończonych prawomocnym wyrokiem. W 2012 raport amerykańskiego Departamentu Stanu o przestrzeganiu i łamaniu praw człowieka na świecie wymienił skazanie w procesie karnym Doroty Kani (oraz Jerzego Jachowicza) jako ograniczania wolności prasy i słowa w Polsce.
W 2020 roku warszawski sąd okręgowy uznał Kanię winną popełnienia przestępstwa zniesławienia wobec Piotra Bachurskiego w książce Resortowe dzieci. Media. W związku z publikacja nieprawdziwych informacji dotyczących Jacka Żakowskiego w tej samej książce, sąd nakazał Kani publikację przeprosin, a wydawnictwu Fronda zapłatę 50 tys. zł zadośćuczynienia.